# Багачівка (Уманський район)
Бага́чівка (до 1970 року — Бугачівка) — село в Україні, у Христинівській міській громаді Уманського району Черкаської області. Розташоване на обох берегах річки Уманка (притока Ятрані) за 15 км на північний схід від міста Христинівка. Населення становить 100 осіб.

## Історія
Село засноване у 1920-х роках молодими сім'ями, вихідцями з села Пеніжкове на націоналізованих землях поміщика Русецького. Пан Русецький залишив після себе два ставки в калиновому гаю, яблунево-грушевий сад та велику пасіку, яку доглядав перший житель села — Буга. За його іменем і назване було село.
Під час Голодомору 1932—1933 років, тільки за офіційними даними, від голоду померло 45 мешканців села. Безпартійні голова колгоспу Матвій Майданюк та голова сільської ради Антін Задворський, ризикуючи життям, приховали невелику частину зерна від вилучення радянською владою, робили крупу і борошно і в голодні дні годували всіх жителів села[джерело?].
В роки німецько-радянської війни загинуло 62 мешканці села. В 1970-х роках їм в селі був встановлений обеліск Слави.
В 1958 році колгосп імені Ватутіна, який обробляв землі Богачівки та сусідньої Малої Іванівки, зайняв перше місце за основними показниками, а голова колгоспу Роман Ольшевський отримав премію — автомобіль «Перемога». З 1959 року колгосп імені Ватутіна був об'єднаний з колгоспом «Росія» села Верхнячка.

## Сучасність
Нині земельні паї села обробляють СТОВ с. Верхнячка, фермерське господарство «Природа». У селі прокладено дорогу, збудовано двоповерховий офіс, біля якого на декількох гектарах закладено парк декоративних дерев і кущів, викопано сім ставків, розведено пасіку, засаджено плантацію фундука і волоського горіха.
В селі працюють фельдшерсько-акушерський пункт, магазин, поштове відділення.

## Галерея

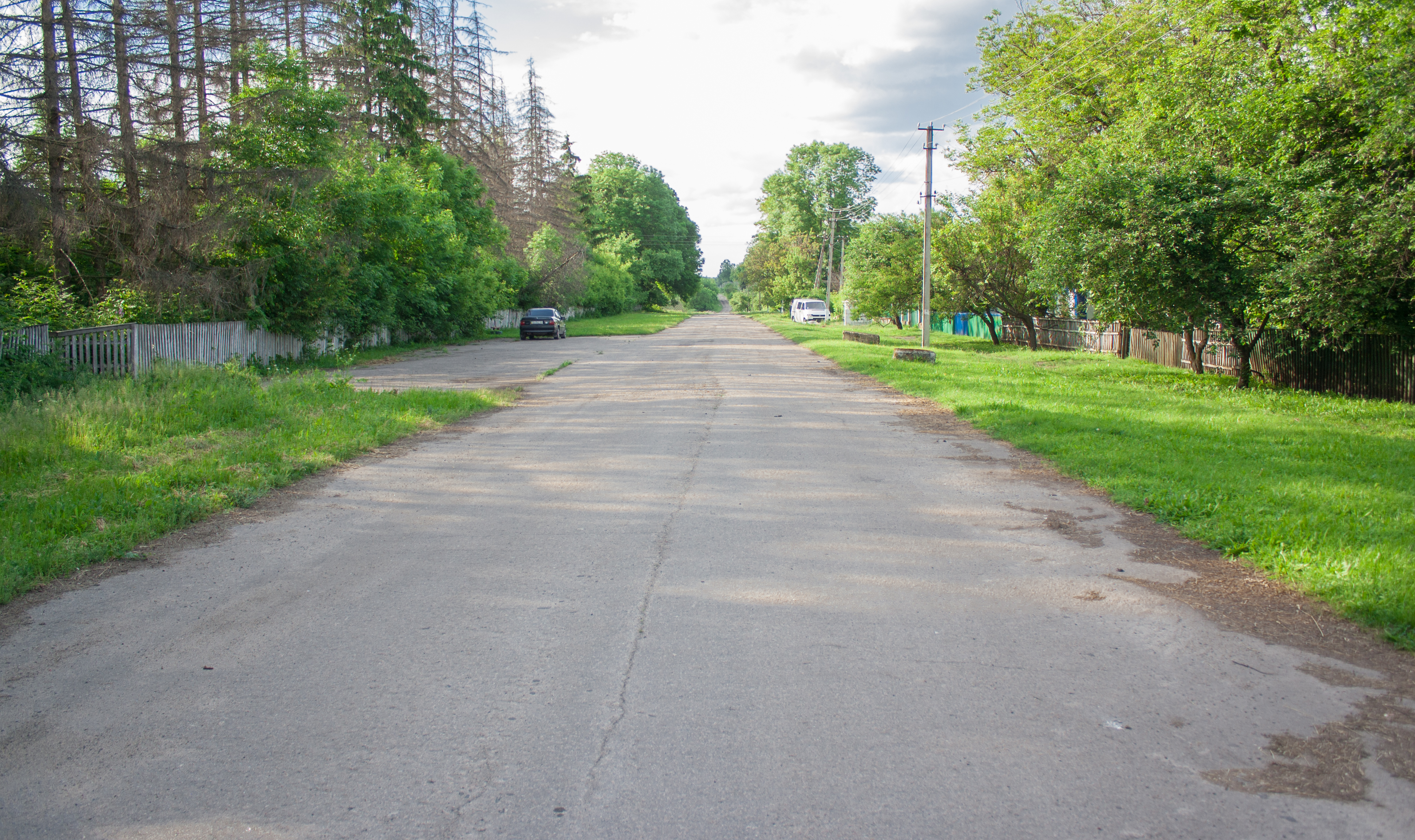
Вулиця Центральна
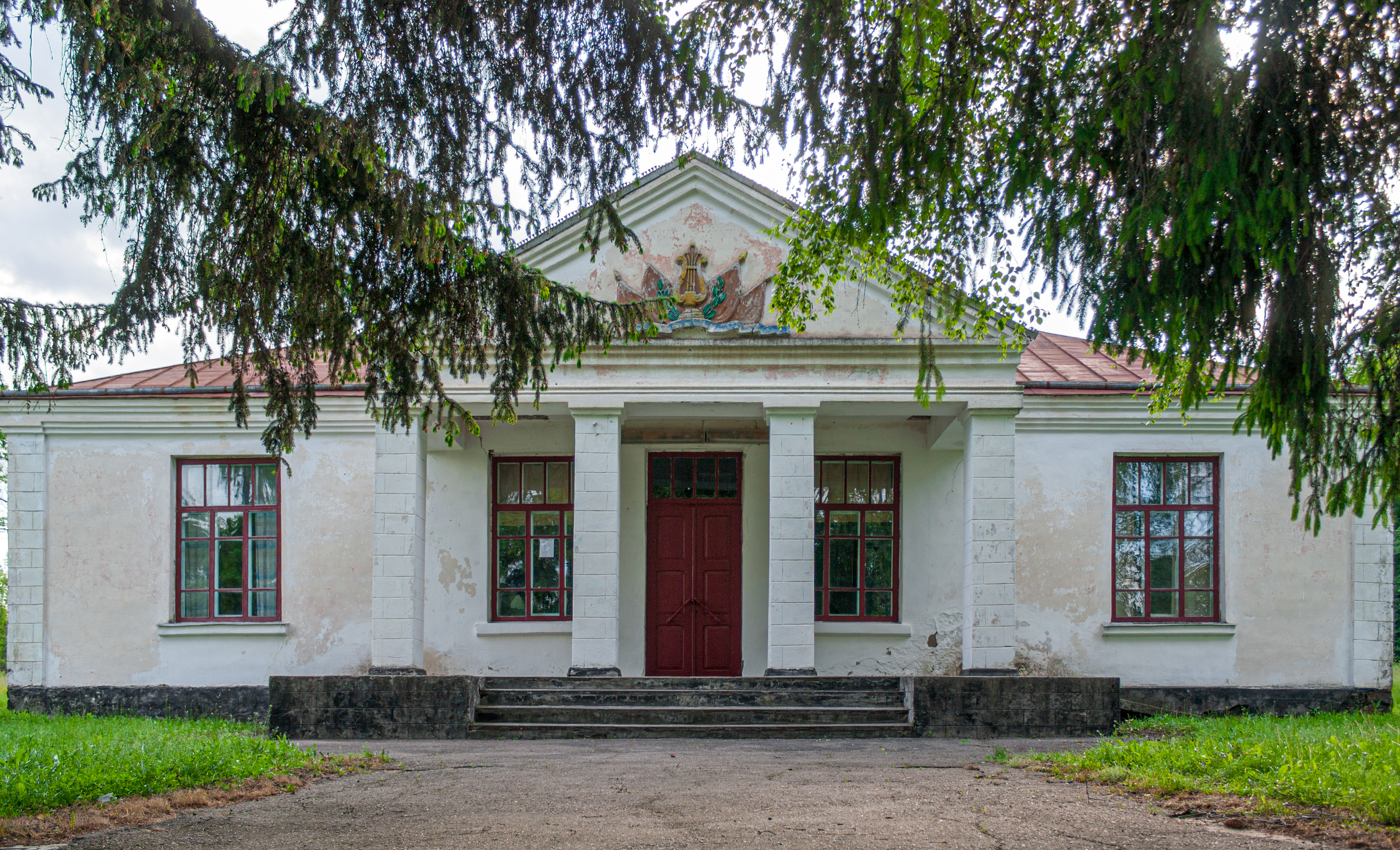
Будинок культури
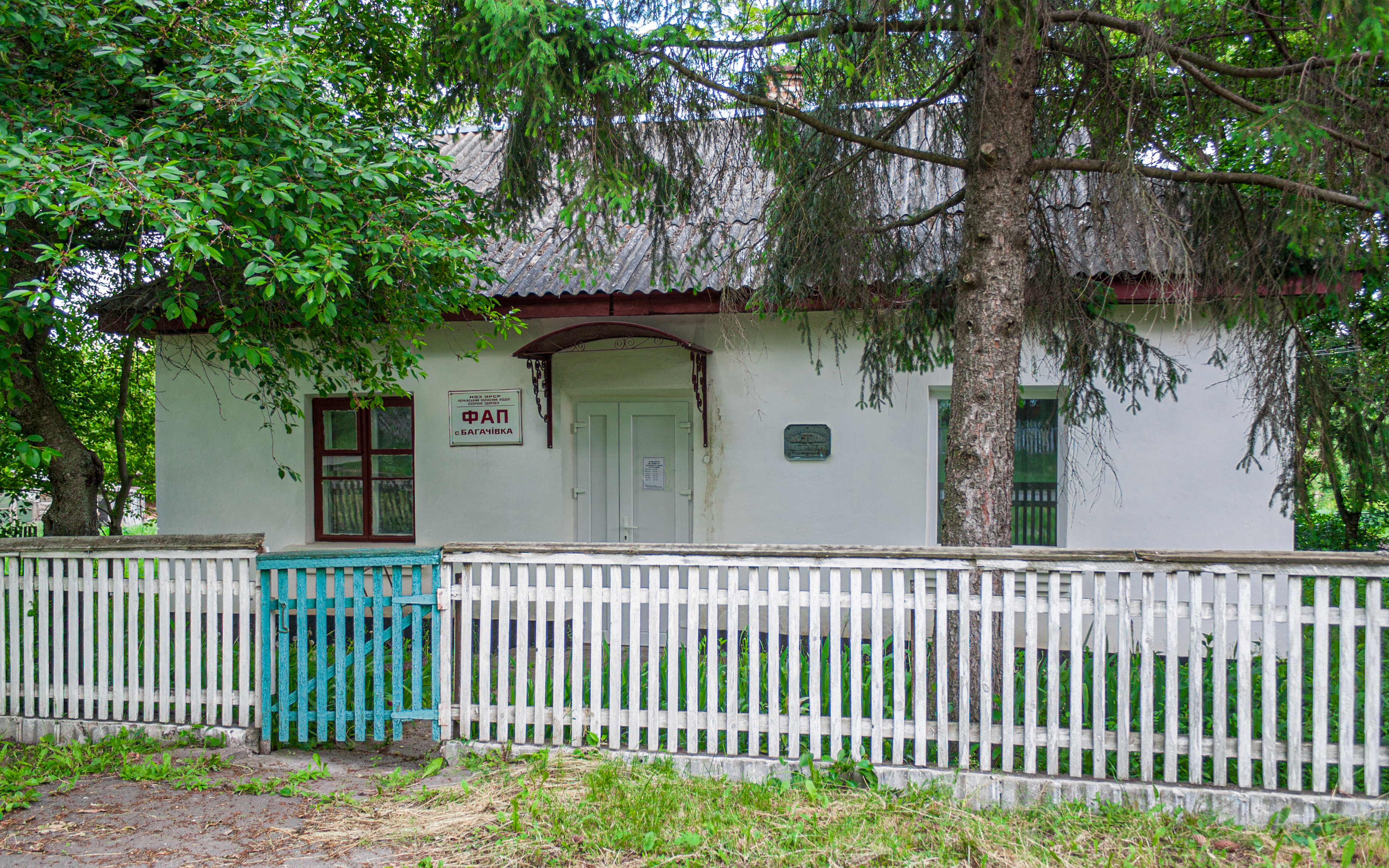
ФАП
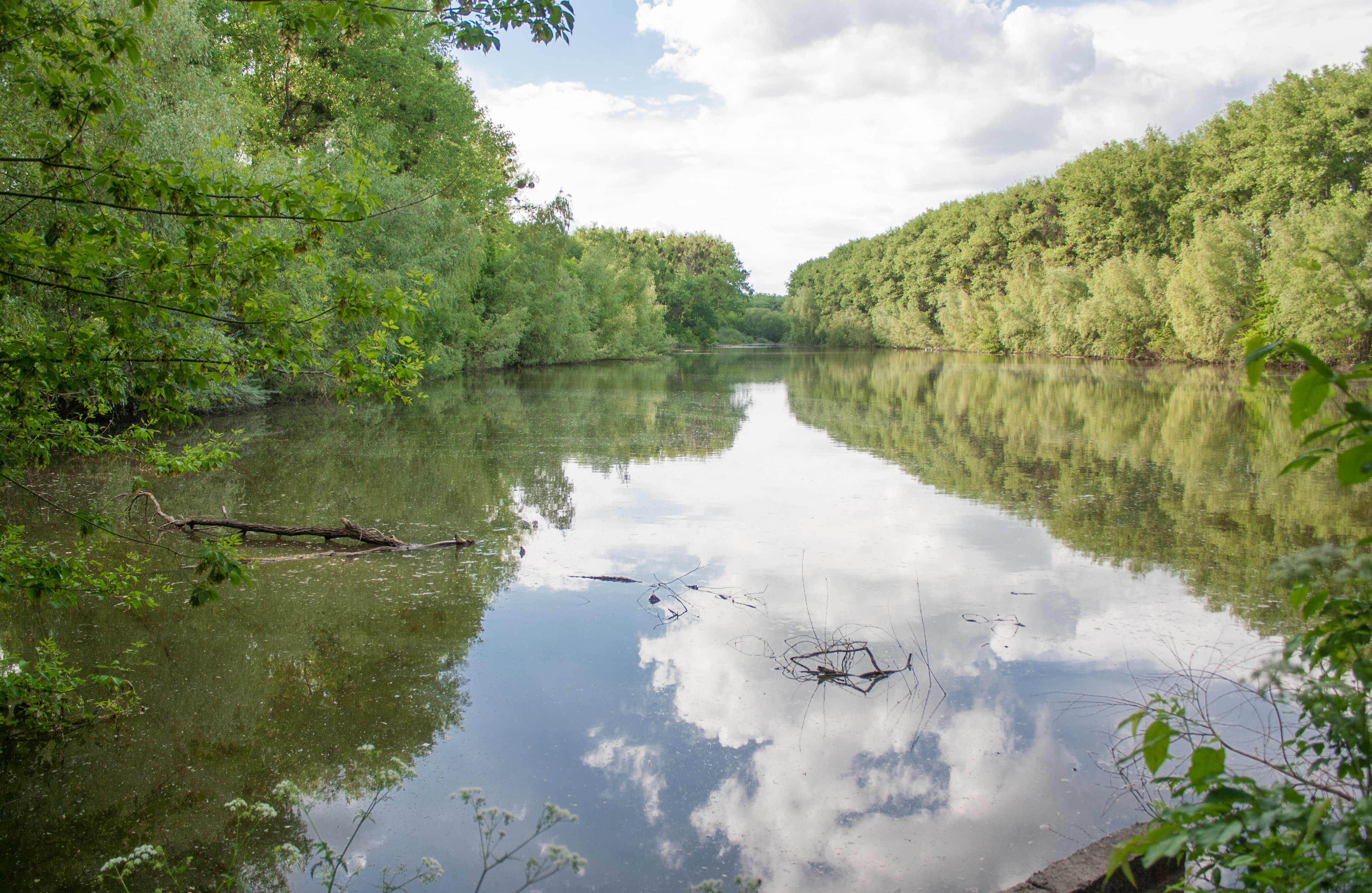
Ставок на річці Уманка
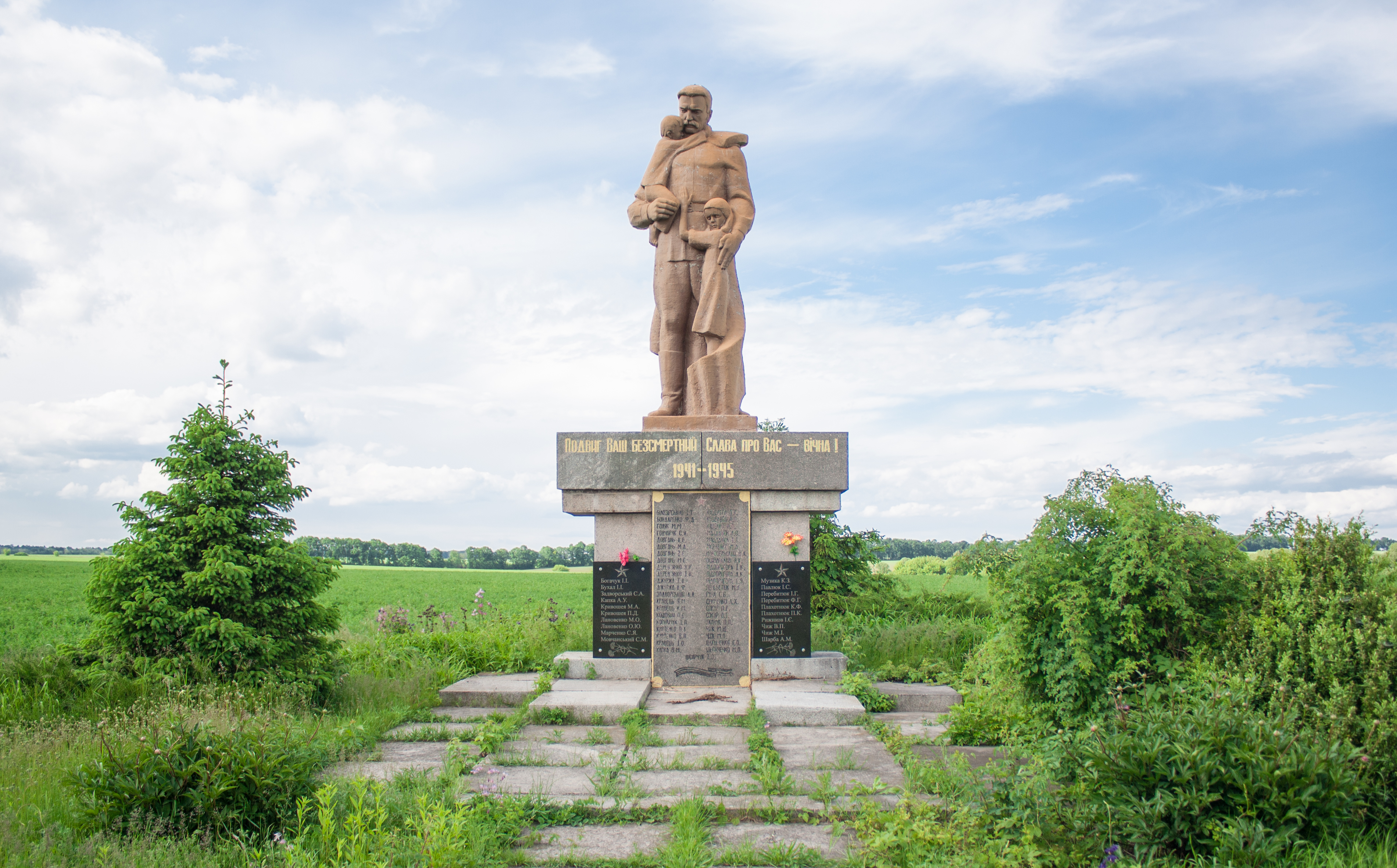
Пам'ятник воїнам-односельцям